# Трифонов, Александр Васильевич
Александр Васильевич Трифонов (2 ноября 1917, Орда, Ярославская губерния — 22 октября 1943, Черниговская область) — командир отделения 12-го отдельного сапёрного батальона 106-й Забайкальской стрелковой дивизии 65-й армии Центрального фронта, сержант. Герой Советского Союза.

## Биография
Родился 2 ноября 1917 года в деревне Орда (ныне — Пошехонского района Ярославской области). Член ВЛКСМ с 1939 года. Окончил начальную школу. Работал в колхозе.
В Красную Армию призван в 1938 году Алапаевским районным военкоматом Свердловской области. В боях Великой Отечественной войны с 15 февраля 1943 года. Воевал на Центральном фронте.
15 октября 1943 года командир отделения 12-го отдельного сапёрного батальона комсомолец сержант А. В. Трифонов отличился при форсировании Днепра в районе посёлка городского типа Лоев Гомельской области. Под ураганным ружейно-пулемётным и артиллерийско-миномётным огнём противника со своим расчётом сделал на лодке 7 рейсов на правый берег Днепра и за 1 час 30 минут перевёз 140 человек пехоты с оружием. На третьем рейсе Трифонов в результате прямого попадания мины в лодку был тяжело ранен в ногу, однако, превозмогая сильную боль, он пустился вплавь, взял на берегу другую лодку и продолжал перевозить десантные группы на правый берег Днепра. На седьмом рейсе Трифонов при возвращении на левый берег был вторично ранен в руку, однако, истекая кровью, он довёл лодку до левого берега и потерял сознание, после чего был отправлен в медсанбат.
22 октября 1943 года сержант А. В. Трифонов умер от полученных ранений. Похоронен в братской могиле в селе Грабов Репкинского района Черниговской области.
Указом Президиума Верховного Совета СССР от 30 октября 1943 года за мужество и героизм, проявленные при форсировании Днепра, сержанту Трифонову Александру Васильевичу присвоено звание Героя Советского Союза.

### Семья
Отец — Василий Константинович Трифонов.

## Награды
Ордена Ленина, Красной Звезды, медаль «За отвагу».

## Память
В городе Пошехонье-Володарск на аллее Героев установлен барельеф А. В. Трифонова.